# Dichochrysa subcostalis
Dichochrysa subcostalis är en insektsart som först beskrevs av Robert McLachlan 1882.
Dichochrysa subcostalis ingår i släktet Dichochrysa och familjen guldögonsländor. Inga underarter finns listade i Catalogue of Life.